# Mangilao
Mangilao ist ein Census-designated place an der Ostküste von Guam, einem Territorium der Vereinigten Staaten im Pazifik. 2020 hatte es laut dem US-Census des Jahres 5.145 Einwohner.

## Geographie
Die Siedlungen, die zu der Gemeinde gehören, liegen an der Südküste des nördlichen Teils von Guam, etwa in der Mitte der Küste, nördlich des Pago River. Sie erstrecken sich vom Zentrum nach Nordosten. Im Westen schließt sich die Gemeinde Chalan Pago-Ordot an und im Norden die Gemeinde Barrigada Village.
Mangilao ist eingeteilt in vier Census-designated Places: das eigentliche Mangilao, sowie Adacao, Pagat und University of Guam.
Die Ortschaften liegen auf einer Hochebene über den Klippen der Küste, die sich mit malerischen Ausblicken entlang der Küste hinziehen, unter anderem mit Cape Iates (40 m) und Fadian Point (55 m). Die Pago Bay ist eine der wenigen Buchten mit einem Strand auf dieser Seite der Insel. Im nördlichsten Teil der Gemeinde gibt es einen Golfplatz.

## Verwaltung und Infrastruktur
Das Hauptgefängnis der Insel, das Guam Department of Corrections (DEPCOR) mit der Adult Correctional Facility (ACF), dem Community Corrections Center (C3) und der Women’s Facility befindet sich in Mangilao.
Auch das Guam Department of Youth Affairs hat sein Hauptquartier in Mangilao und die Guam Youth Correctional Facility befindet sich ebenfalls dort.
Weitere Ämter: Guam Department of Agriculture, Guam Department of Public Health and Social Services
Die Straßen GU-10 und Gu-15 sind die wichtigsten Verkehrsadern.

## Bildung

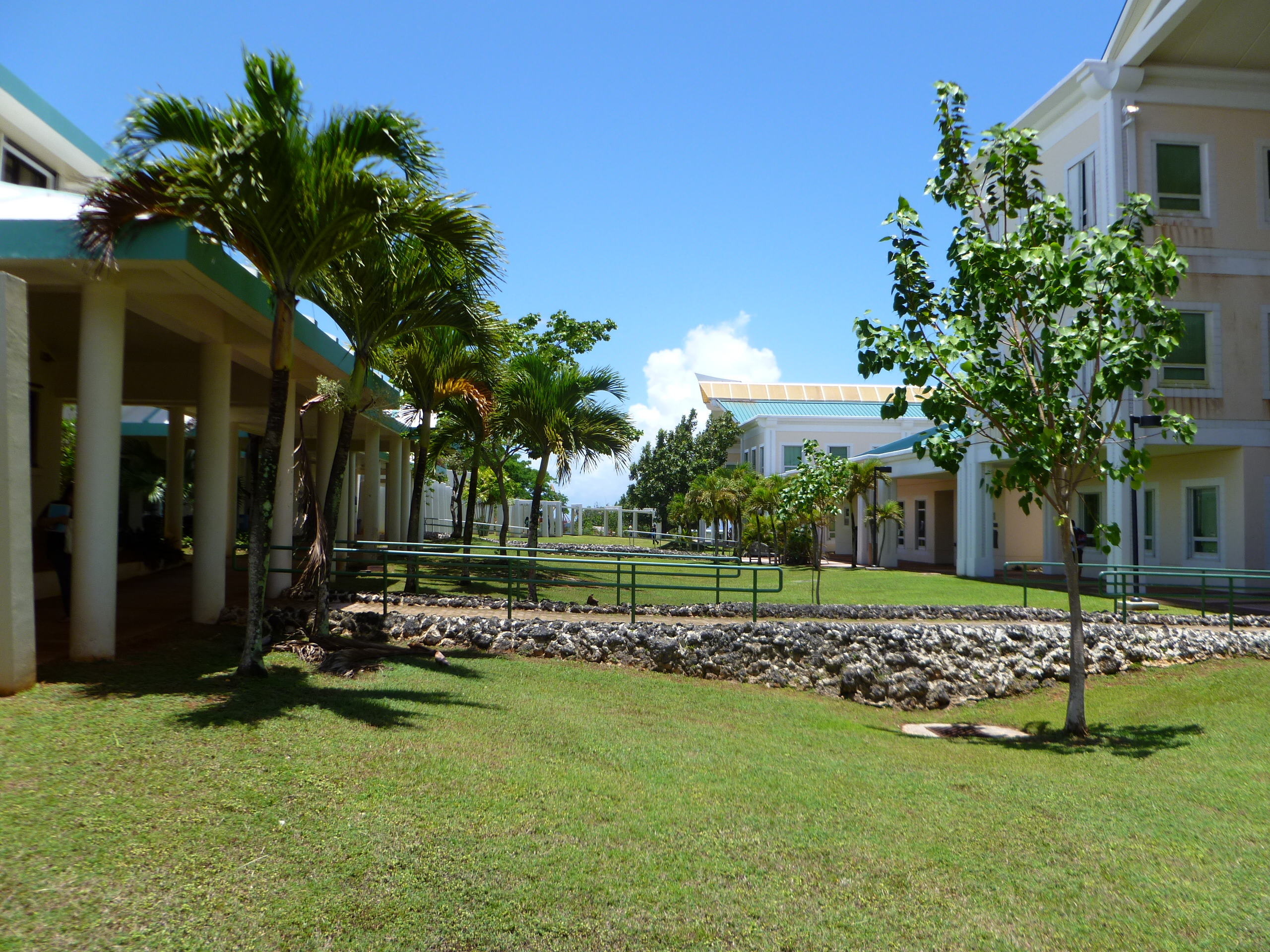
University of Guam.

Die University of Guam, Guam Community College, sowie das Pacific Islands University haben ihre Campus im Gemeindegebiet. Sie sind Teil des Guam Public School System. Einige Einwohner werden nach diesem System der Captain Henry B. Price Elementary School zugeordnet. Andere Einwohner werden der Pedro C. Lujan Elementary School in Barrigada zugeordnet. Ähnlich läuft es bei den Middle Schools: die Jugendlichen werden geographisch zugeordnet zu Agueda I. Johnston Middle School in Chalan-Pago-Ordot und zu Luis P. Untalan Middle School in Barrigada. Alle Einwohner werden wieder der George Washington High School zugeordnet.
Es gibt außerdem die katholische Highschool, Father Dueñas Memorial School, die Japanese School of Guam, eine nihonjin gakko (day school) und hoshuko (weekend supplementary school).
Religiöse Gebäude sind An-Noor Moschee, Nuestra Señora de la Paz y Buen Viaje Church (katholisch), die Faith Presbyterian Christian Reformed Church, Evangelical Christian Academy, Santa Teresita Catholic Church und Pacific Islands University - Liebenzell Evangelical College.